# Limburger Domsingknaben
Die Limburger Domsingknaben sind ein Knabenchor aus Limburg an der Lahn in Hessen.
Gegründet wurde er am 23. April 1967 durch den Limburger Bischof Wilhelm Kempf. Erster Chorleiter war der ehemalige Domkapellmeister Hans Bernhard († 2003), dem Mathias Breitschaft als Chorleiter von 1973 bis 1985 folgte. 
Die Hauptaufgabe des Chores ist die feierliche Gestaltung des sonntäglichen Hochamtes im Limburger Dom im wöchentlichen Wechsel mit dem Limburger Domchor. Auch an der Gestaltung weiterer Gottesdienste im gesamten Bundesgebiet nimmt der Chor teil. Die Domsingknaben unternehmen Konzertreisen ins In- und Ausland.
Das Repertoire des Knabenchores reicht von gregorianischem Gesang über den Barock, die Wiener Klassik und die Romantik bis hin zur Moderne.
Geleitet wurden die Domsingknaben von 1987 bis 2015 von Domkantor Klaus Knubben. Dessen Nachfolger Andreas Bollendorf erhielt am 15. Dezember 2014 die Ernennungsurkunde zum Domkantor in Limburg und übernahm am 1. August 2015 die Leitung des Chores. 
Ehemalige Limburger Domsingknaben sind unter anderem die Tenöre Johannes Kalpers, Christoph Prégardien und Gerd Türk, die Domkapellmeister Eberhard Metternich und Harald Schmitt, der Limburger Domkantor Andreas Bollendorf, aber auch der Musicaldarsteller Benjamin Eberling und der Altorientalist Markus Hilgert.
Von 1969 bis 2022 diente das Musische Internat in Hadamar bei Limburg als Probensitz. Die Internatsschüler besuchten die benachbarte Fürst-Johann-Ludwig-Schule. Seit 2007 waren in Hadamar keine Internatsschüler dauerhaft untergebracht, es fand noch Tagesbetreuung statt. Seit Beginn des neuen Schuljahres 2022 haben die Limburger Domsingknaben im ehemaligen Pfarrhaus und dem benachbarten Schloss auf dem Limburger Domberg ein neues Heim. Damit rückt die gesamte Limburger Dommusik näher zusammen, denn Domchor, Mädchenkantorei und Domorganist sind bereits seit über 50 Jahren in der Domstadt beheimatet.
2024 gewann ein Limburger Domsingknabe The Voice Kids.